# Oceaniens Billie Jean King Cup-lag
Oceaniens Billie Jean King Cup-lag representerar flera mindre östater i Oceanien i tennisturneringen Billie Jean King Cup. Laget kontrolleras av Oceaniens tennisförbund.

## Historik
Oceanien deltog första gången 1996. Bästa resultatet är då laget deltog i Grupp I 1999 och 2001.